# 2432 Soomana
2432 Soomana è un asteroide della fascia principale. Scoperto nel 1981, presenta un'orbita caratterizzata da un semiasse maggiore pari a 2,3525873 UA e da un'eccentricità di 0,1121095, inclinata di 6,77011° rispetto all'eclittica.